# Adonirão

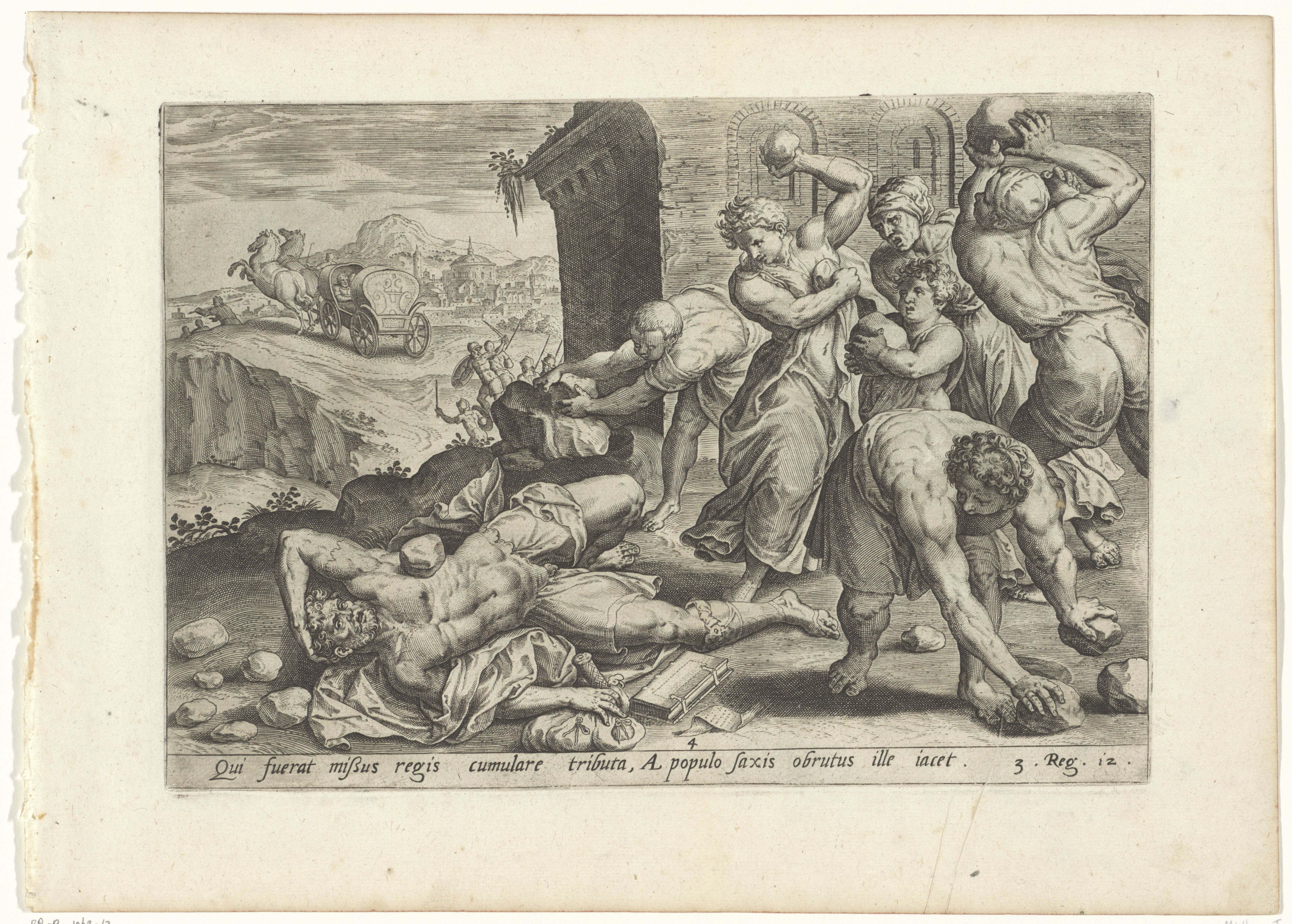
O povo de Israel furioso apedreja Adonirão

Adonirão, também referido por Adorão, (I Reis 4:6; I Reis 5:14; em hebraico אדונירם, transl. Adoniram, "meu Senhor exaltou"; forma alternativa Adoram, "o Senhor exaltou"), filho de Abda, é um personagem bíblico do Velho Testamento, coletor de impostos do rei Reoboão. De acordo com o Tanakh, estava "acima do tributo", isto é, dos impostos ou do trabalho forçado. Foi apedrejado até a morte pelo povo de Israel, para onde fora coletar os impostos (I Reis 12:18).
A Bíblia menciona também que ele teria sido um dos oficiais de Salomão, após o mesmo ser constituído rei, designado como superintendente dos trabalhadores braçais (I Reis 4:6), e que foi enviado para dirigir uma equipe de trabalhadores até o Líbano (I Reis 5:14) buscar cedro junto com os servos de Hirão, rei de Tiro (I Reis 5:6). A madeira seria usada na construção do templo de Salomão (I Reis 5:13, 14).